# Gilbert of Seagrave (Ritter)
Gilbert of Seagrave († vor 30. September 1201) war ein englischer Ritter.
Gilbert of Seagrave entstammte einer Familie des Ritterstands. Er war ein Sohn von Hereward of Seagrave, der sich nach Seagrave in Leicestershire benannte. Seinem Vornamen nach könnte sein Vater angelsächsischer Abstammung gewesen sein. Noch vor dem Tod seines Vaters hielt Gilbert 1166 als Vasall des Earl of Warwick ein kleines Lehen von einer viertel Knight’s fee in Brailes in Warwickshire. Nach dem Tod seines Vaters vor 1167 erbte er als Vasall des Earl of Chesters und des Klosters St Mary des Pres in Leicester dessen Besitzungen in Leicestershire. Seagrave übernahm verschiedene kleinere Ämter in Leicestershire. Während einer Vakanz der Abtei St Mary in Leicester 1187 gehörte er zu den Verwaltern der Besitzungen des Klosters. Im ersten Halbjahr 1193 diente er als Undersheriff von Leicestershire für Sheriff Hugh de Nonant, der auch Bischof von Coventry war. Vor 1200 diente er als Undersheriff für William d’Aubigné. 1195 diente er auch als Richter in Leicestershire. Dabei konnte er gegen Ende der Herrschaft von König Heinrich II. und während der Herrschaft von Richard I. weiteren Landbesitz in Leicestershire sowie in der Stadt Leicester erwerben. Zusätzlich erwarb er das Pfründenbesetzungsrecht für die Kirche von Seagrave. Sein Erbe wurde sein Sein Stephen of Seagrave.